# Rue Oudinot
Rue Oudinot è una strada di Parigi, situata nel quartiere dell'École-Militaire, nel VII arrondissement della capitale francese. Vi è la sede del Ministero della Francia d'oltremare presso l'Hôtel de Montmorin.

## Posizione
Lunga 325 metri, rue Oudinot inizia in rue Vaneau nº 56 e termina al nº 47 bis del boulevard des Invalides. È a senso unico in direzione ovest-est.
La zona è servita dalle linee 82, 86 e 92 degli autobus della RATP, dalla linea 10 della metropolitana di Parigi alla stazione di Vaneau e dalla linea 13 alla stazione di Saint-François-Xavier.

## Storia
Questa strada è presente nella mappa di Albert Jouvin de Rochefort del 1672 per la parte compresa tra rue Vaneau e rue Rousselet. Anticamente chiamata "Chemin Blomet" dal nome del proprietario terriero dell'epoca, questa venne poi denominata "chemin Plumet", divenendo "rue Plumet" nella carta di Bernard-Jean-Hyacinthe Jaillot del 1713 e "rue Plumel" nella planimetria di Jean Beausire del 1720. In quest'ultimo anno, attraverso una lettera patente del 18 febbraio, ne venne aumentata l'estensione, aggiungendo alla strada il tratto tra rue Rousselet e boulevard des Invalides.
Con il nome di "rue Plumet", la strada è citata ne I miserabili di Victor Hugo, ne I misteri di Parigi di Eugène Sue e ne La trentenne di Honoré de Balzac: "Durante uno dei primi giorni del giugno 1844, una signora di circa 50 anni... passeggiava al sole, a mezzogiorno, lungo un vicolo nel giardino di un grande albergo situato in rue Plumet a Parigi".
La denominazione attuale della strada fu ufficializzata con un decreto il 30 maggio 1851, commemorando in questo modo Nicolas Charles Oudinot (1767-1847), Maresciallo dell'Impero con Napoleone Bonaparte.

## Indirizzi notevoli

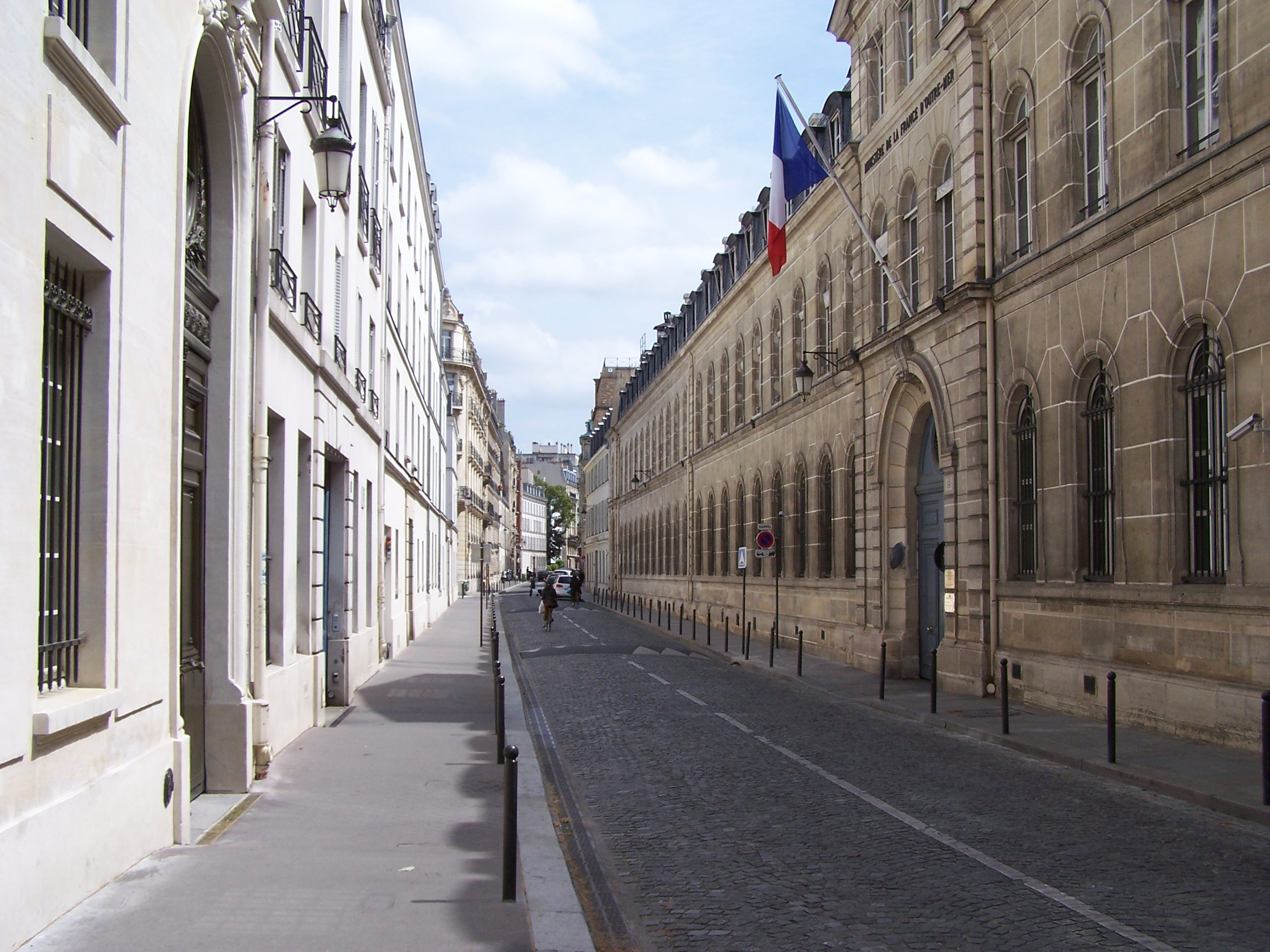
Il Ministero della Francia d'oltremare al nº 27 di Rue Oudinot

Al nº 4 della vecchia rue Plumet, nel 1845 venne aperto da padre Théodore Marie Ratisbonne l'istituto delle Religiose di Nostra Signora di Sion. Il poeta e drammaturgo francese François Coppée viveva al pianterreno della casa al nº 12, in cui morì il 23 maggio 1908.
Il 26 gennaio 1930 il generale russo Alexander Pavlovič Kutepov, domiciliato in rue Rousselet nº 26, venne rapito nell'angolo formato da questa strada e Rue Oudinot al nº 17-19. Il caso non è mai stato risolto, sospettando tuttavia della sparizione del generale agenti dei servizi segreti sovietici.
Al nº 19 vi è la Clinica Oudinot, amministrata dall'Ordine ospedaliero di San Giovanni di Dio, in cui il 30 giugno 1928 morì il barone Fernand de Christiani e il 3 gennaio 1931 il maresciallo Joseph Joffre. Pierre de Coubertin nacque invece al numero 20 di questa via, il 1º gennaio 1863.
Nel 1781 Alexandre-Théodore Brongniart, architetto del Palais Brongniart, costruì la propria casa al numero 22 di Rue Oudinot, denominata poi Maison Brongniart.
Al numero 27 vi è situato il Ministero della Francia d'oltremare presso l'Hôtel de Montmorin.